# Abbey
Abbey (lit. "Abadia") é uma paróquia civil no condado de Renfrew. A paróquia deve seu nome à Abadia de Paisley, o local religioso central do condado e a igreja paroquial.